# 双倒数图
双倒数图也稱為莱恩威弗-伯克作图，是生物化學用来描述酶动力学的莱恩威弗-伯克方程的圖示法，由漢斯·萊恩威弗和迪恩·伯克于1934年提出。

## 推導
双倒数图被用来图像分析米氏方程：
{\displaystyle V={\frac {V_{\max }[S]}{K_{m}+[S]}}}
取倒數得到
{\displaystyle {1 \over V}={{K_{m}+[S]} \over V_{\max }[S]}={K_{m} \over V_{\max }}{1 \over [S]}+{1 \over V_{\max }}}
其中
V為反應速率。
Km為米氏常數。
Vmax為最大反應速率。
[S]為底物濃度。

## 应用
在强大的计算机和非线性回归软件出现前双倒数图被广泛用来确定酶动力学里的项，比如Km和Vmax。双倒数图的截距等于Vmax的逆数。双倒数图的根等于−1/Km。双倒数图还能很快地体现不同形式的酶抑制。
双倒数图扭曲数据结构，因此它不能可靠地确定酶动力学系数。虽然今天它依然被用来显示动力学数据，一般米氏动力学的非线性回归图象或者其它线性图象如哈尼斯-伍尔夫图或伊迪-霍夫斯蒂图被用来计算系数。
双倒数图可以用来区别竞争性抑制、非竞争性抑制和不竞争性抑制。竞争性抑制剂和不竞争性抑制剂的y截距相同，但是倾斜度不同，x也不同。非竞争性抑制剂和不竞争性抑制剂的x截距相同，但是倾斜度不同，因此y不同。竞争性抑制剂和非竞争性抑制剂的y和x都不同。

## 缺点
在較舊的書籍裡双倒数图经常被使用，但是它很容易出错误。它的y轴是反应速度的倒数，因此小的测量错误会被放大。此外大多数图在y轴的右边很远的地方，因此要通过很大的外推来获得x和y的截距。